# Bobby Bazini
Bobby Bazini, nato Bobby Bazinet (Mont-Laurier, 6 maggio 1989), è un cantautore canadese.

## Discografia

### Album
- 2010 - Better in Time
- 2014 - Where I Belong
- 2016 - Summer Is Gone

### Singoli
- 2010 - I Wonder
- 2013 - Cold Cold Heart
- 2016 - C'est la vie